# Annette Leonhardt
Annette Leonhardt (* 18. August 1955 in Halle (Saale)) ist eine deutsche Pädagogin.

## Werdegang
Leonhardt promovierte 1986 in Berlin. An gleicher Stelle folgte 1990 die Habilitation. Sie war bis September 2021 Inhaberin des Lehrstuhls für Gehörlosen- und Schwerhörigenpädagogik an der Ludwig-Maximilians-Universität München.
An der Universität baute sie den Modellstudiengang „Prävention, Integration, Rehabilitation bei Hörschädigung“ auf.

## Ehrungen
- 2010: Hear the World Award
- 2013: Verdienstkreuz am Bande der Bundesrepublik Deutschland

## Quelle
- Kürschners Deutscher Gelehrten-Kalender Online